# Miss Red
Miss Red est le pseudonyme de Sharon Stern, une chanteuse israélienne de dancehall et de musiques électroniques.

## Biographie
D'origine polonaise et marocaine Sharon Stern est née à Haïfa. Depuis 2011, elle collabore beaucoup avec Kevin Martin, alias « The Bug », musicien, DJ et producteur britannique lié au label Ninja Tune qu'elle a rencontré à Tel Aviv. 

## Discographie

### Albums
- 2015 : Murder (Red Label).
- 2018 : K.O. (Pressure)[6],[7].

### EP
- 2015 : Bim One Production Ft Miss Red- Nah Bwoy (Scotch Bonnet).
- 2016 : Turbulence, Mikey General, Miss Red, DJ Madd - Dub-Stuy Presents Punanny (Dub-Stuy Records).
- 2016 : Murder / No Guns (Red Label).
- 2017 : Under Attack EP (Sounds Of The Universe).
- 2018 : Dagga / One Shot Killer (Pressure).
- 2019 : The Four Bodies[8].